# 御津町安礼の崎
御津町安礼の崎（みとちょうあれのさき）は愛知県豊川市の地名。

## 地理
- 三河湾南埋立地の北のに位置し、北は御津町御馬、東は御津町新田、御津町下佐脇、西から南は御津町佐脇浜に接する。
- 現在は三河臨海緑地の日本列島公園の所在地である。園内では魚釣りが可能。

### 施設
- 三河臨海緑地 日本列島公園

## 歴史
・1994年、三河湾埋立地より成立した。